# Jan Jachowski

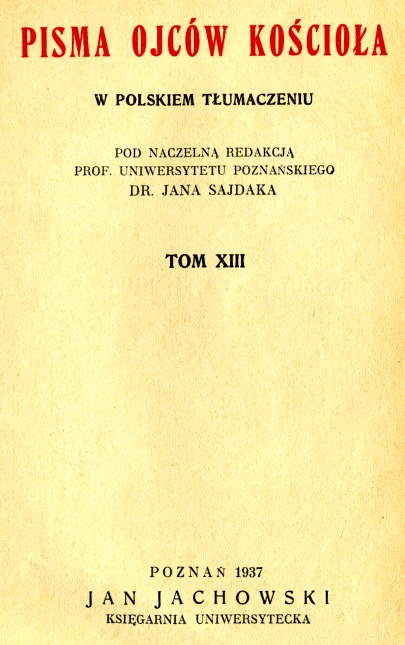
Strona tytułowa książki „Pisma ojców kościoła” pod redakcją Jana Sajdaka, wydanej przez Księgarnię Uniwersytecką Jana Jachowskiego, Poznań 1937

Jan Jachowski (ur. 13 grudnia 1891 w Jaktorowie, zm. 18 sierpnia 1977 w Poznaniu) – poznański księgarz i wydawca, kierownik, a następnie właściciel Księgarni Uniwersyteckiej w Poznaniu.

## Życiorys
Karierę księgarza rozpoczął w roku 1907 od praktyki w księgarni Stefana Rowińskiego w Ostrowie Wielkopolskim. W roku 1918 rozpoczął pracę w późniejszej Księgarni Uniwersyteckiej w Poznaniu. Właścicielem jej był Marian Niemierkiewicz, a następnie L. Fiszer i J. Majewski. Po kilku latach pracy został jej kierownikiem, a następnie, po wykupieniu udziałów firmy, właścicielem. W roku 1929 zmienił jej nazwę z Księgarnia  Uniwersytecka  Sp.  z  o.o.  w  Poznaniu na Jan Jachowski Księgarnia Uniwersytecka. Firma Jachowskiego prowadziła również działalność wydawniczą i w roku 1939 oceniana była jako jedna z 3 największych księgarni poznańskich.
W roku 1936 został odznaczony Srebrnym Wawrzynem Akademickim „za wybitną działalność wydawniczą w dziedzinie literatury pięknej i zasługi na polu księgarskim”.
Po zajęciu Poznania przez Niemców we wrześniu 1939 usunął swój szyld Księgarnia  Uniwersytecka, co prawdopodobnie sprawiło, że jego firma była najdłużej działającą polską księgarnią w Poznaniu pod okupacją niemiecką. Wiosną 1940 została ona zamknięta, a całe zasoby – z wyjątkiem pojedynczych egzemplarzy przekazanych do biblioteki uniwersyteckiej – oddano na przemiał do fabryki papieru w Czerwonaku. Wartość zniszczonych książek wyceniono na ok. 1,5 mln złotych przedwojennych. Jachowski wyjechał do Generalnego Gubernatorstwa, ostatnie lata wojny spędził w Krakowie.
Po zakończeniu wojny wrócił do Poznania i utworzył Spółkę Księgarsko-Wydawniczą „Księgarnia Akademicka”. Przed wojną nie utrzymywał bliższych kontaktów ze środowiskiem księgarskim, natomiast później działał w Związku Księgarzy Polskich – w roku 1945 został członkiem zarządu oddziału poznańskiego tej organizacji. W latach 1939 i 1946–1947 wydawał czasopismo „Przegląd Wielkopolski”, które po reaktywacji w roku 1987 kontynuuje profil wydawniczy wprowadzony przez Jachowskiego.
Jego odczyt pt. Wspomnienia poznańskiego księgarza i wydawcy wygłoszony dla Towarzystwa Miłośników Miasta Poznania z 9 marca 1959 został opublikowany w formie książkowej. Później w czasopiśmie „Księgarz” zamieścił cykl artykułów Wspomnienia o wybitnych księgarzach.